# Alpha Buchhandlung
Die Alpha Buchhandlung GmbH ist mit 15 Filialen und 19 Franchisepartnern die größte christliche Buchhandelskette in Deutschland. Sie hat ihren Hauptsitz in Gießen und belegte 2010 den Platz 44 der fünfzig größten Buchhandlungen im deutschsprachigen Raum.

## Geschichte
Im Jahr 1908 eröffnete Friedrich Herrmann, Prediger der Evangelischen Stadtmission, eine christliche Buchhandlung in Gießen, die sich 1909 dem internationalen Gemeinde- und Missionswerk Pilgermission St. Chrischona (Sitz: Basel) anschloss und den Namen Buchhandlung der Pilgermission erhielt. Schon vorher hatte der Stadtmissionar Herrmann eine theologische Reisebuchhandlung betrieben. Ein Jahr nach Ende des Ersten Weltkrieges zog das Unternehmen, das mittlerweile unter der Leitung des Buchhändlers Karl Peters stand, in die Gießener Plockstraße um. Peters begegnete der großen Nachfrage nach christlicher Literatur, indem er zum 1. September 1919 den Brunnen Verlag als 1 ½-Mann-Betrieb gründete und ihn in Personalunion mit der Buchhandlung leitete. Mit der in den 1920er Jahren erstmals aufgelegten Reihe „Zeugen des lebendigen Gottes“ erschienen rund einhundert lieferbare Titel. Noch 1919 wurden Buchhandlung und Verlag in eine GmbH umgewandelt. 1943 verbot die nationalsozialistische Regierung die Verlagsarbeit. Die Buchhandlung konnte ihre Arbeit bis 1944 fortsetzen. In diesem Jahr wurde das Gebäude an der Plockstraße bei einem Bombenangriff zerstört.
1948 erhielten Buchhandlung und Verlag seitens der Militärregierung die Erlaubnis, ihre Literaturarbeit fortzusetzen. Drei Jahre später waren die Räumlichkeiten an der Plockstraße wiederhergestellt und dienten, nachdem der Brunnen Verlag 1952 in die Gießener Innenstadt verzogen war, ausschließlich der Buchhandlung als Geschäftsgebäude.
Ab 1972 übernahm die Buchhandlung der Pilgermission andere christliche Literaturvertriebe und begann mit dem Aufbau eines Filialsystems. Diese Geschäftserweiterung erforderte größere Räumlichkeiten. 1981 erfolgte deshalb der Umzug der Verwaltung und des Lagers in ein neues Gebäude, das sich im Gießener Gewerbegebiet an der Gottlieb-Daimler-Straße befand und mit dem Brunnen Verlag gemeinsam genutzt wurde. 1991 erhielten alle Filialen den Namen Alpha Buchhandlung.
Seit 1995 arbeitet die Alpha Buchhandlung mit einem Franchisesystem. Die erste Partnerbuchhandlung dieses Systems wurde in Mannheim eröffnet. 2002 wurde in Staufenberg ein neues Logistikzentrum eröffnet. Damit in Verbindung stand auch die Gründung des Logistikunternehmens ChrisMedia, das als weitere GmbH im Alpha-Unternehmensverband die Verantwortung für die Logistik des Zentrallagers sowie die Verlagsauslieferung für den Brunnen Verlag und weitere christliche Verlage übernommen hat. 2006 ging der Geschäftsführer Herbert Nolte in den Ruhestand und gab damit nach über 30 Jahren die Unternehmensleitung an Frank Spatz ab.
2010 erfolgte sowohl der Umzug in die Schulstraße als auch ein Gesellschafterwechsel. Das deutsche Chrischona-Gemeinschaftswerk mit Sitz in Gießen (bisher 10%iger Mitgesellschafter) übernahm alle Gesellschafteranteile an der Chrischona Beteiligungsgesellschaft mbH (CBG) von der Schweizer Pilgermission St. Chrischona. Unter dem Dach der CBG sind jetzt die Alpha Buchhandlung, der Brunnen Verlag Gießen, ChrisMedia und die Chrischona-Service-Gesellschaft vereint. Die Buchhandlung hat 95 Alpha-Mitarbeiter (zuzüglich Franchise-Partner; Stand 2008). Etwa 100 Menschen wurden im Laufe der Zeit in einer Alpha Buchhandlung zum Buchhändler ausgebildet. Ein sechsköpfiges Leitungsteam ist für die Planungen und Entscheidungen im Tagesgeschäft verantwortlich; ein erweitertes Strategieteam übernimmt die strategische Planung und Zielfestlegungen. Zum 1. Januar 2015 hat die Chrischona-Beteiligungsgesellschaft je 25 Prozent ihrer Anteile an den Brunnen Verlag (Gießen), den Verlag der Francke-Buchhandlung in Marburg und den Kawohl Verlag in Wesel abgegeben, die Alpha im Juni 2017 schließlich komplett übernahmen. 2016 erfolgte der Umzug in die Katharinengasse und 2021 als neues „Buch- und Medienzentrum“ in das Verlagsgebäude des Brunnen Verlages im Industriegebiet West.
Im Februar 2024 wurden die SCM-Shops übernommen.
Das Unternehmen ist Mitglied im Börsenverein des Deutschen Buchhandels.
Im März 2025 wurde   Insolvenz  angemeldet, wobei die Franchise-Buchhandlungen nicht davon betroffen sind.

## Arbeitszweige
Das Motto „Bücher zum Leben“ bezeichnet die Eckdaten für die Auswahl des Literaturangebots. Das Sortiment umfasst über 100 Sachgruppen. Dazu gehören Bibelausgaben, Bibelthemen, Andacht und Gebet, Gemeinde, christliche Ethik, Romane und Biografien, Bild- und Geschenkbände, Kinder- und Jugendliteratur, Familie, Spiele und Geschenke, Ratgeber, Gesellschaft und Politik, Schreibwaren, Musik & Film. Jährlich werden etwa 5.000 neue Artikel ins Sortiment aufgenommen.

### Filialen
Das Angebot der Filialbuchhandlungen sind auf die konfessionellen Prägungen der Region abgestimmt. Dadurch variieren die Läden in Größe und Sortiment. Nicht vorrätige Titel können aus dem Alpha-Zentrallager (ca. 20.000 Artikel) oder vom allgemeinen KNV-Barsortiment (ca. 450.000 Artikel) kurzfristig angeliefert werden.

### Versand-Buchhandlung
Viermal jährlich erscheint die Alpha-Bücherkiste, ein in der Regel 16-seitiger Prospekt mit Neuheiten, Sonderangeboten und Restposten in einer Druckauflage von bis zu 150.000 Exemplaren. Dazu kommt der im Frühjahr erscheinende Katalog himmelsweit. Einmal jährlich wird der Alpha-Kalenderprospekt, als 12-Seiter in einer Auflage bis zu 250.000 Exemplaren herausgegeben. Hinzu kommt der jährlich erscheinende Blickfeld-Katalog der ABCteam-Kataloggemeinschaft mit Neuerscheinungen eines Jahres. Die Katalogredaktion liegt bei Alpha. Außerdem besteht ein Online-Shop.
Auf Bibel TV und ERF-TV werden Werbesendungen für einzelne Produkte ausgestrahlt. Die Alpha Buchhandlung unterstützt in 1.800 Gemeinden verschiedener Denominationen die Büchertisch-Betreuer mit Bibeln, christlichen Büchern, Karten, Kalendern, CDs und DVDs.

## Franchise-Partner
Franchise-Partner beziehen ihre Waren zu Vorzugskonditionen aus dem Alpha-Zentrallager und zahlen für zentrale Dienstleistungen eine jährliche Franchise-Gebühr. Alle Alpha Buchhandlungen orientieren sich an einem einheitlichen Corporate-Design. Inhaber dieser Partner-Buchhandlungen sind Privatpersonen, Trägervereine, Gemeinden oder christliche Einrichtungen. Sie sind eigenständig und tragen die wirtschaftliche Verantwortung für ihre Buchhandlung.

## Logistik
Durch das Franchisenetz sowie durch die Übernahme der Auslieferung für andere Versandbuchhandlungen kam Alpha an die Grenzen der räumlichen Kapazitäten. Im Jahr 2002 wurde darum gemeinsam mit dem Brunnen Verlag die Logistikfirma ChrisMedia gegründet. Etwa 20.000 Titel werden auf 2.000 m² Lagerfläche vorrätig gehalten und täglich bis zu 1.200 Pakete versandt.